# Cleveland Stock Exchange
La  Cleveland Stock Exchange est une bourse des valeurs  fondée le  18, qui a été un grand marché situé régional d'actions et d'obligations, situé à Cleveland, dans l'Etat américain de l' Ohio, qui opère sous la surveillance de la Commission des opérations de bourse américaine.

## Histoire
La Cleveland Stock Exchange a été fondée au cours d'une réunion en  1899, la même année que celle de Saint-Louis, et a débuté ses opérations le 16 avril 1900.
En 1949, le Chicago Stock Exchange a fusionné avec d'autres marchés boursiers régionaux américains, le St. Louis Stock Exchange, le Cleveland Stock Exchange et le Minneapolis-St. Paul Stock Exchange, pour former la Bourse du Midwest. En 1959, le New Orleans Stock Exchange est devenu lui aussi une partie constituante de la Bourse du Midwest et au début des années 1960, la Société de Service de Bourse du Midwest a été établie pour fournir des services centralisés et de représentation des sociétés membres.